# قلعه آماج
قلعه آماج یکی از دژهای تاریخی منطقه کوخرد در بخش کوخرد شهرستان بستک در غرب استان هرمزگان در جنوب ایران واقع شده‌است.
این قلعه در زمان حکومتی سیبه (کوخرد) بر منطقه وجود داشته‌است و قرارگاه لشکر حاکم سیبه بوده‌است.

## پایگاه سربازان
قلعه آماج پایگاه سربازان حکومت سیبه بوده که از قلعه سیبه حمایت می‌کردند.
اما جایگاه و شکل قلعه همان‌طور که پیشینیان کوخرد بازگو کرده‌اند و در زبان عامیان وجود دارد از این قرار است که: قلعه به شکل مستطیل بوده از طرف شمال رو به جنوب، اما موقع قلعه از جایی که حالا زمین فوتبال است (جاخَرمَن قدیمی) تا اینکه رسیده به بند نخلستان حاجی غلوم و بند نخلستان علی قصاب بوده، که البته در اثر سیل درواه شمو و مرور زمان آثار این قلعه بزرگ به کلی نابوده شده و از بین رفته‌است.
البته با از گذشت سده‌ها و پس از خرابی دژ مردم در جای قلعه نخل کاشته‌اند و قسمتی نیز از زمین جای قلعه جوکار می‌کنند و در آن جو و گندم می‌کارند، و قسمت دیگر جاخَرمَن می‌سازند که حالا به زمین فوتبال تبدیل شده‌است. این منطقه در جنوب دهستان کوخرد فعلی قرار دارد.